# آندره مائه
آندره مائه (فرانسوی: André Mahé‎؛ ۱۸ نوامبر ۱۹۱۹ – ۱۹ اکتبر ۲۰۱۰) دوچرخه‌سوار اهل فرانسه بود.